# Barnard (Automarke)
Der Barnard war ein britisches Cyclecar, das von 1921 bis 1922 von St. Mark’s Engineering (A. Ward) in der Whitechapel Road in London gebaut wurde.
Es gab zwei Versionen, einen Tourenwagen und ein Sportmodell. Beide hatten einen luftgekühlten Vierzylinder-Reihenmotor mit einem Hubraum von 1169 cm³ Hubraum, den der US-amerikanischen Motorradhersteller Henderson zulieferte. Das Dreiganggetriebe ohne Rückwärtsgang war mit dem Motor über eine Mehrscheibenölbadkupplung verbunden. Von dort gelangte die Motorkraft über eine Kette an die Hinterachse. Der Motor wurde mit einem Kickstarter angeworfen.
Die Aufbauten hatten einen funktionslosen, halbzylinderförmigen „Bullnose“-Kühlergrill und boten zwei Personen nebeneinander Platz. Das Sportmodell besaß ein von vorne bis hinten auf der Fahrerseite entlanglaufendes Auspuffrohr und zwei übereinander auf dem Heck montierte Reservereifen.
Der Tourenwagen kostete £ 168 und das Sportmodell £ 188.